# Olli Isoaho
Olli Matias Isoaho (Kerava, 2 marzo 1956) è un ex calciatore finlandese, di ruolo portiere.

## Carriera

### Club
Cominciò la carriera con la maglia del Ponnistus, prima di passare allo HJK. Fu poi messo sotto contratto dai tedeschi dell'Arminia Bielefeld, per cui esordì nella Bundesliga in data 21 agosto 1982, mantenendo inviolata la porta nel successo per 0-1 sul campo del Bayer Leverkusen. In seguito, militò nelle file del Seiko e del Västerås, per poi accordarsi con i norvegesi del Moss. Debuttò nella 1. divisjon il 1º maggio 1988, nella sconfitta per 2-1 contro il Rosenborg. Tornò al Västerås nel 1989 e chiuse la carriera nel 1991, al Kontu.

### Nazionale
Partecipò ai Giochi della XXII Olimpiade, con la Nazionale olimpica finlandese. Conta anche 6 presenze per la Nazionale maggiore.